# Mount Plymouth
Mount Plymouth ist  ein census-designated place (CDP) im Lake County im US-Bundesstaat Florida. Das U.S. Census Bureau hat bei der Volkszählung 2020 eine Einwohnerzahl von 4.417 ermittelt. 

## Geographie
Mount Plymouth liegt rund 15 km östlich von Tavares sowie etwa 30 km nördlich von Orlando. Der CDP wird von der Florida State Road 46 durchquert.

## Demographische Daten
Laut der Volkszählung 2010 verteilten sich die damaligen 4011 Einwohner auf 1683 Haushalte. Die Bevölkerungsdichte lag bei 557,1 Einw./km². 88,3 % der Bevölkerung bezeichneten sich als Weiße, 5,1 % als Afroamerikaner, 0,9 % als Indianer und 0,6 % als Asian Americans. 2,8 % gaben die Angehörigkeit zu einer anderen Ethnie und 2,2 % zu mehreren Ethnien an. 9,4 % der Bevölkerung bestand aus Hispanics oder Latinos.
Im Jahr 2010 lebten in 35,0 % aller Haushalte Kinder unter 18 Jahren sowie 22,5 % aller Haushalte Personen mit mindestens 65 Jahren. 72,5 % der Haushalte waren Familienhaushalte (bestehend aus verheirateten Paaren mit oder ohne Nachkommen bzw. einem Elternteil mit Nachkomme). Die durchschnittliche Größe eines Haushalts lag bei 2,60 Personen und die durchschnittliche Familiengröße bei 2,98 Personen.
25,6 % der Bevölkerung waren jünger als 20 Jahre, 27,7 % waren 20 bis 39 Jahre alt, 31,7 % waren 40 bis 59 Jahre alt und 18,1 % waren mindestens 60 Jahre alt. Das mittlere Alter betrug 40 Jahre. 50,0 % der Bevölkerung waren männlich und 50,0 % weiblich.
Das durchschnittliche Jahreseinkommen lag bei 58.103 $, dabei lebten 7,7 % der Bevölkerung unter der Armutsgrenze.
Im Jahr 2000 war Englisch die Muttersprache von 97,22 % der Bevölkerung und spanisch sprachen 2,78 %.